# Обрамица
Обрамица или чешће кобилка је дрвена лучно савијена мотка са зарезима или кукама на крајевима, погодна за пренос терета до 10 кг тежине, на свакој страни. Ова једноставну направу, која је већ одавно изашла из употребе и нашла своје место у етнографским збиркама, носила се на рамену. Како је у традиционалној култури у Србији присутан родни поларитет у области преноса добара помоћу људске снаге, већина мушкараца до данас зазире од обрамице, тако да су ову направу углавном користиле жене. Свако сеоско домаћноство у Србији имало је а нека и и данас имају по 3–4 комада.

## Називи
Обрамица — обрамница — обраница — обрамка — кобилка — обрамача — котланица

## Примена
Обрамице су идентификоване према широј географској области у којима су настале и коришћене, тако да су уочљиве разлике између обрамица прављених у динарској, планинској области западне Србије, равничарској и мултикултуралној Војводини, као и у географски и културолошки разноврсној областима централне и источне Србије, где се још могу видети трагови давних цивилизација.
У Србији до савременог доба, па и данас, у пешачком саобраћају обрамица има широку примену за преношење различитих терета, преко рамена, уз стално одржавање равнотеже између терета напред и оног на леђима.
На краћим растојањима помоћу обрамице преносила се роба за прање на реци, ручак за раднике и вода,
а на дужим растојањима углавном млеко у судовима, и пољопеивредни производи у корпи на пијацу.
Ручак који спреми код куће жена сипа у рукатку, и да је не би носила у руци она је окачи на обрамицу или кобилку. Такође и остала храна (хлеб, сир, лук) стављала се у једно или два цедила или корпу и качило на кобилку.
Како се у прошлости водом снабдевало са извора, кладенциа, чесми, чешмама или мушатима а касније на бунарима, вода се сипала и преносила у котловима, земљаним бакрачима и тестијама стовнама или у дрвеним посудама мушатима (запремина од 2, 5, 8 или 10 литара) које су жене носиле по две на обрамици или у рукама.
У мањим товаријама ракија и вино најчешће је ношена на обрамици.
На дужим растојањима, до појата, на обрамици су жене сваки дан носиле бакраче с водом, а с појата сурутку и млеко на бачије у 2 котла.
Кад терет отежа, обрамица се пребацивала преко главе на друго раме.
Иако су обрамице носиле искључиво жене због веће тежине терета, није необично да су их користили и мушкарци (нпр у пиротском крају у селима Понор, Блато ...).

## Занимљивости
Вековима се у народу сматрало да мушкарац који узме обрамицу у руке, губи своје достојанство. Још горе је, ако је мушкарац „појео кобилку“, израз који се користи када је нека жена обрамицом тукла мужа. Такав мушкарац је био годинама изложен подругивању околине.
Према традиционалним веровањима у Србији и Бугарској ово обрађено парче дрвета чува девојке и невесте од змајева, вила и злих сила. Како по предањима ова митска бића обично живе у близини извора, река, језера и места у њиховој околини, веровало да се чак и дању шетају ливадама и пропланцима. Некада се сматрало да су девојке или невесте које су на извор по воду ишле без обрамице биле изложене великој опасности, па се са „ кобилком на рамену свака жена осећала заштићено“, тврде бугарски етнографи. Поготово када је реч о лепим девојкама.
Заштитна функција обрамице претворила се у неким крајевима и у неизоставан део многих ритуала везаних за венчање, здравље и сл. У народу се веровало да већу исцељитељску моћ поседује обрамица која је израђена од храста, јавора, јасена или граба.
Некада се кобилка користила и приликом извођења ритуала везаних за свадбу. По тим обичајима млада невеста треба да иде по воду којом ће бити изведено ритуално умивање свекра и свекрве. Том приликом је невеста на извор ишла са новом обрамицом коју је добила на поклон у новом дому.